# 메트로피아
메트로피아(Metropia)는 핀란드에서 제작된 타릭 살레 감독의 2009년 애니메이션, SF, 스릴러 영화이다. 빈센트 갈로 등이 주연으로 출연하였다.

## 출연

### 주연
- 빈센트 갈로
- 줄리엣 루이스

### 조연
- 우도 키에르
- 스텔란 스카스가드
- 알렉산더 스카스가드
- 소피아 헬린
- 페레스 파레스
- 샌디 맨슨
- 샨티 로니